# Improphantes mauensis
Improphantes mauensis är en spindelart som först beskrevs av Lodovico di Caporiacco 1949.  Improphantes mauensis ingår i släktet Improphantes och familjen täckvävarspindlar.
Artens utbredningsområde är Kenya. Inga underarter finns listade i Catalogue of Life.